# Frank M. Dixon
Frank Murray Dixon (* 25. Juli 1892 in Oakland, Kalifornien; † 11. Oktober 1965) war ein US-amerikanischer Politiker (Demokratische Partei) und Gouverneur von Alabama.

## Frühe Jahre und politischer Aufstieg
Frank Dixon besuchte die Phillips Exeter Academy, die Columbia University sowie die University of Virginia, wo er sein Law Degree erhielt. Dixon bekam 1917 seine Zulassung als Anwalt und arbeitete anschließend in der Anwaltspraxis von Frank W. White.
Während des Ersten Weltkriegs wurde er bei den French Escadrilles als Luftaufklärer und Maschinengewehrschütze eingesetzt. Dixon wurde verwundet, verlor sein rechtes Bein, wurde durch die französische Regierung ausgezeichnet und 1919 im Dienstgrad eines Majors entlassen.
Er war stellvertretender Solicitor von Jefferson County zwischen 1919 und 1923. Außerdem kandidierte er 1934 für das Amt des Gouverneurs von Alabama und erlitt eine Niederlage.

## Gouverneur von Alabama
Am 8. November 1938 wurde Dixon zum Gouverneur von Alabama gewählt und am 17. Januar 1939 vereidigt. Während seiner Amtszeit wurde die Staatsverschuldung verringert, die Pardon and Parole Board geschaffen und ein Staatsdienstsystem etabliert. Der Lehrerruhestand wurden eingeführt und etliche neue Departments gegründet, einschließlich der für Belegschaft, Handel, Staatseinnahmen, Finanzen, Naturschutz, sowie den staatlichen Hafenanlagen und Terminals. Das Amt für Preisüberwachung (Price Administration) wurde durch die Regierung integriert, der Legislature Reference Service etabliert und die Sitzungsperioden des Parlaments von vierjährig zu zweijährig geändert. Ferner wurde der erste angestrahlte Intercityhighway des Staates im Dezember 1939 eröffnet.

## Weiterer Lebenslauf
Dixon verließ am 19. Januar 1943 sein Amt und kehrte zu seiner Tätigkeit als Anwalt in Birmingham zurück. Er blieb weiterhin aktiv in der Politik, leitete von 1948 bis 1951 die Dixiecrats und war 1960 als ein Präsidentschaftswahlmann bei der Democratic National Convention dabei. Dixon verstarb am 11. Oktober 1965 und wurde in Birmingham beigesetzt. Er war mit Juliet Jolly Perry verheiratet und sie hatten zwei gemeinsame Kinder.